# فال ليه بان
فال ليه بان (بالفرنسية: Vals-les-Bains)‏ هي بلدية تقع في فرنسا في Canton of Vals-les-Bains. يقدر عدد سكانها بـ 3,737 نسمة ومساحتها 19.2 كم2 وترتفع عن سطح البحر 328 متر.

## توأمة
لفالس ليه بينس اتفاقيات توأمة مع:
- سافينيانو سول روبيكوني